# Tuyến Nội Loan
Tuyến Nội Loan (tiếng Trung: 內灣線; bính âm: Nèiwān Xiàn; Bạch thoại tự: Lāi-oan Soàⁿ) là một tuyến đường sắt nhánh ở Đài Loan do Cục quản lý Đường sắt Đài Loan vận hành. Nó nằm ở huyện Tân Trúc.

## Ga
| Tên ga       | Tiếng Trung | Tiếng Đài Loan | Tiếng Khách Gia | Chuyển đổi                         | Vị trí     | Vị trí         |
| ------------ | ----------- | -------------- | --------------- | ---------------------------------- | ---------- | -------------- |
| Tân Trúc     | 新竹        | Sin-tek        | Sîn-chuk        | → Tuyến Bờ Tây                     | Quận Đông  | Tân Trúc       |
| Tân Trúc Bắc | 北新竹      | Pak Sin-tek    | Pet Sîn-chuk    | → Tuyến Bờ Tây                     | Quận Đông  | Tân Trúc       |
| Thiên Giáp   | 千甲        | Chhian-kah     | Chhiên-kap      |                                    | Quận Đông  | Tân Trúc       |
| Tân Trang    | 新莊        | Sin-chng       | Sîn-chông       |                                    | Quận Đông  | Tân Trúc       |
| Trúc Trung   | 竹中        | Tek-tiong      | Chuk-chûng      | → Tuyến Lục Giáp đến ĐSCT Tân Trúc | Trúc Trung | Huyện Tân Trúc |
| Thượng Viên  | 上員        | Siōng-goân     | Sông-yèn        |                                    | Trúc Trung | Huyện Tân Trúc |
| Vinh Hoa     | 榮華        | Êng-hôa        | Yùng-fà         |                                    | Trúc Trung | Huyện Tân Trúc |
| Trúc Đông    | 竹東        | Tek-tang       | Chuk-tûng       |                                    | Trúc Trung | Huyện Tân Trúc |
| Hoành Sơn    | 橫山        | Hoâiⁿ-soaⁿ     | Vàng-sân        |                                    | Hoành Sơn  | Huyện Tân Trúc |
| Cửu Tán Đầu  | 九讚頭      | Káu-chàn-thâu  | Kiú-chan-theù   |                                    | Hoành Sơn  | Huyện Tân Trúc |
| Hợp Hưng     | 合興        | Ha̍p-heng       | Ha̍p-hîn         |                                    | Hoành Sơn  | Huyện Tân Trúc |
| Phú Quý      | 富貴        | Hù-kuì         | Fu-kui          |                                    | Hoành Sơn  | Huyện Tân Trúc |
| Nội Loan     | 內灣        | Lāi-oan        | Nui-vân         |                                    | Hoành Sơn  | Huyện Tân Trúc |